# Отдельная ампуломётная рота
Отдельная ампуломётная рота, Отдельная рота ампуломётов и ружейных мортир, Отдельная ампуломётно-мортирная рота (ОАмпР) — формирование химических войск РККА СССР в Великую Отечественную войну, огнемётное подразделение.

## История
В начале войны в структуре стрелковых полков существовали огнемётные команды, вооружённые ранцевыми огнеметами РОКС-2. Из-за недостаточной надёжности огнемёта, малой дальности и демаскирующих признаков в обороне, а также особых требований к личному составу, их применение было ограниченным.
В конце 1941 года в войска начали поступать ампуломёты и ружейные мортирки. Существовавшие огнеметные команды перевооружились ими, либо расформировались. Однако, на Ленинградском фронте в стрелковых полках в середине 1942 года формируются команды, имеющие на вооружении как ампуломёты, так и огнемёты РОКС. Уже имевшиеся команды при получении ампуломётов доукомплектовывались ими, формировались ампуломётные взводы.
Формирование рот приходится на конец 1941 года — начало 1942 года.
В войсках Московской зоны обороны по окончании формирования ампуломётных команд  в полках должны были формироваться ампуломётные роты в дивизиях и армиях. На вооружении были как ампуломёты, так и ружейные мортирки. Это было связано с тем, что оба вида вооружения поступили в войска почти одновременно.
Ниже приводится перечень формирований:
- Отдельная ампуломётная рота Брянского фронта[6]
- Отдельная ампуломётная рота 43-й и 49-й армий[7]
- 6-я (5-я) отдельная рота ампуломётов и бутылочных мортир 5-й армии[8]
- Отдельная ампулометная рота 222-й стрелковой дивизии
- 184-я отдельная огнемётная рота в первоисточниках называется 184-й отдельной ампуломётной ротой[9][10]

В июле 1942 года, с появлением более совершенных средств борьбы с танками и из-за сложностей использования ампуломётов, связанной с их громоздкостью, малой прицельной дальностью и опасностью для самих расчётов, формирование рот прекращено. Имевшиеся расформированы и пошли на формирование других огнеметных рот и батальонов, например Отдельная ампуломётная рота 43-й и 49-й армий переформировалась в 198-ю фугасно-огнемётную роту, 184-я пошла на доукомплектование рот 14-го отдельного огнемётного батальона.

## Штат
Первоначально их штаты утверждались командующими армиями. В 5-й армии Западного фронта в составе отдельной роты ампуломётов и бутылочных мортир были три ампуломётных взвода и один мортирный взвод, отделение боепитания, хозяйственное отделение. Личный состав насчитывал 163 человека. На вооружении находилось 18 ампуломётов и 30 ружейных мортирок. В каждом ампуломётном взводе — по 6 ампуломётов, соответственно — 6 расчётов, каждый из которых состоял из трёх человек.

## Документы
- Приложение к директиве Генерального штаба от 29 ноября 1962 г. № 203745. ПЕРЕЧЕНЬ № 35 ХИМИЧЕСКИХ ЧАСТЕЙ И ПОДРАЗДЕЛЕНИЙ (ОТДЕЛЬНЫХ БАТАЛЬОНОВ И РОТ) СО СРОКАМИ ВХОЖДЕНИЯ ИХ В СОСТАВ ДЕЙСТВУЮЩЕЙ АРМИИ В ГОДЫ Великой Отечественной войны 1941—1945 гг. Некоторые статистические материалы по истории Второй мировой войны (1962).
- Приказание войскам обороны города Москвы об использовании ампулометов и мортирок, и создании бутылочных полей и огневых валов. ЦАМО, Ф.7781, Оп.3755сс, Д.1, Л.11-14. Память народа.
- Журнал боевых действий 14 ооб с 12.09.1943 по 25.09.1945 г. [ЦАМО, Ф.87227, Оп.0093000с, Д.0003, Л.3-74]. Память народа.